# 松林の朝
『松林の朝』（まつばやしのあさ、ロシア語: Утро в сосновом лесу, 英: Morning in a Pine Forest）は、ロシアの画家イヴァン・シーシキンが1889年に描いた絵画である。『松の森の朝』とも。

## 概要
本作は、1889年に開催された第17回移動美術展覧会（移動展）に出品されている。縦 139.0 センチメートル、横 213.0 センチメートルの大きさをもち、カンヴァスに油彩で製作されている。

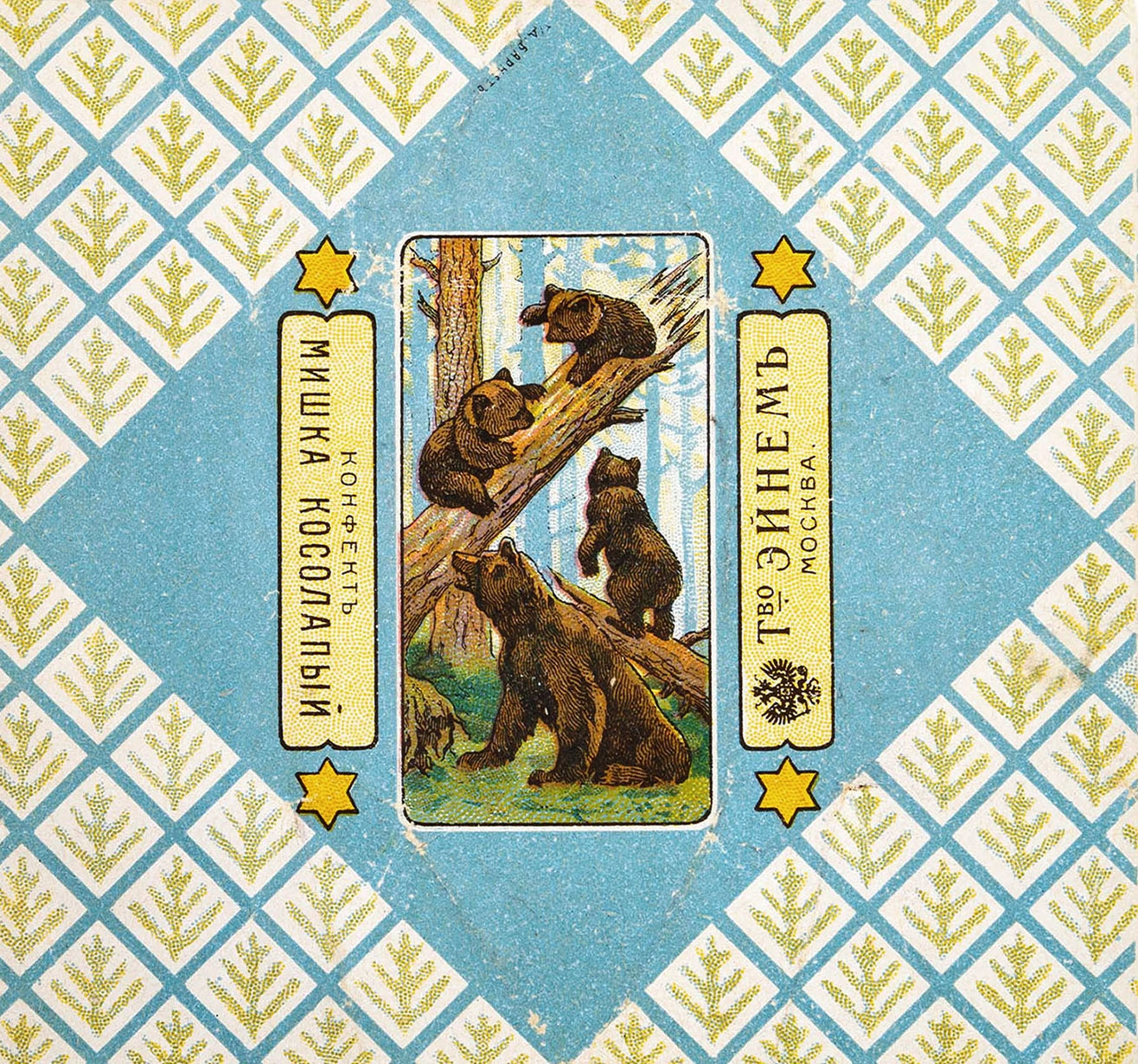
菓子のパッケージ

モスクワのトレチャコフ美術館のホール25に所蔵されている。画面の左下に「I. シーシキン 1889年」(И. Шишкин. 1889) と署名と日付が入っており、その下に不鮮明に「K. サヴィツキー」(К. Савицкий) との署名が入っている。
本作は、もともと森林の光景が描かれてあるだけで、熊は描かれていなかった。しかしながら、後になって画家のコンスタンチン・サヴィツキー (ru:Савицкий, Константин Аполлонович) が熊の姿を描き込んだ。本作の習作は、セリゲル湖の中のグロドミリャ島で描かれた。本作は、ソビエト連邦期に、プラリネを挟んだウエハースをチョコレートで包んだ菓子、ミーシカ・コソラープィ (конфеты "Мишка косолапый") のパッケージに採用されている。

## 作品
朝の森林の光景が描かれている。季節は夏である。太陽の光が松の木々に降り注いでいる。画面の後方には、森林が広がっており、霧が立ち込めている。画面の中央には、4頭の熊が描かれており、そのうち1頭は母熊であり、残りの3頭は子熊である。子熊のうち2頭は、倒れて壊れた松の木に登って遊んでいる。残りの1頭の子熊は、後ろ足で立っている。